# Château de Festieux
Le château de Festieux est un château situé à Festieux, en France.

## Description
Ce château a eu plusieurs époques de construction : XIVe, XVe, XVIIe et XVIIIe siècles. Il compte de remarquables éléments : un pigeonnier, un portail, le salon, les élévations, les tours, la toiture et aussi les décors intérieurs. 
Il est à l'entrée du village, adossé à la forêt avec une cour carrée comprenant un jet d'eau, une deuxième avec un pigeonnier, un jardin à la française de l'autre côté avec comme fond la forêt. Le jardin comprend une pièce d'eau, des haies en buis, une terrasse mais de nombreuses statues ont disparu.

## Localisation
Le château est situé sur la commune de Festieux, dans le département de l'Aisne.

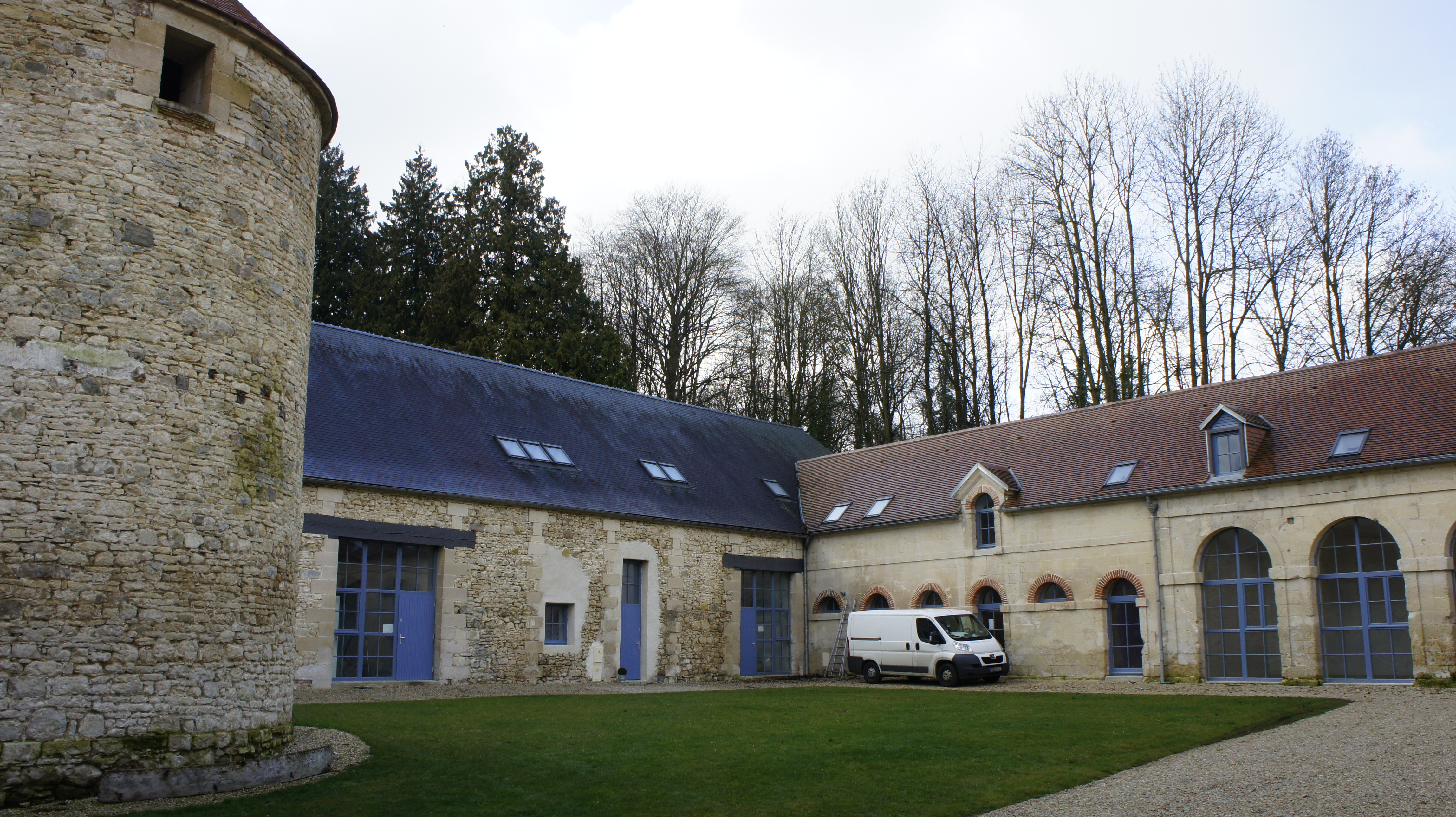
La deuxième cour avec communs et à gauche le pigeonnier.

## Historique
Le château a été occupé par l'armée allemande qui a laissé des inscriptions dans le sous-sol du pigeonnier.
Le monument est inscrit au titre des monuments historiques en 1978.